# Fort Purcell
Le fort Purcell, plus connu sous le nom de Le Donjon (The Dungeon), est un fort en ruine, situé près de Pockwood Pond, sur l'île de Tortola, dans les Îles Vierges britanniques.

## Historique
Le fort Purcell a été construit par les Hollandais à une date inconnue à la fin du XVIe siècle ou au début du XVIIe siècle. Les autorités espagnoles de Porto Rico l'appelaient le « donjon » (d'où provient le nom anglais « The Dungeon », même si le fort n'a jamais été utilisé en tant que donjon. Construit à l'origine uniquement en terre et occupé par intermittence, il a été restauré par le corsaire néerlandais Joost van Dyk en 1625 ou 1626.
Des documents d'archives provenant de Séville, en Espagne, font état de deux attaques menées par les Espagnols contre Tortola en 1646 et 1647. Les rapports indiquent que les Espagnols ont mouillé un navire de guerre à Soper's Hole, dans le West End, et ont débarqué des hommes à terre, puis ils en ont ensuite un autre pour bloquer Road Harbour. Après qu'une équipe d'éclaireurs ait rendu un rapport, ils débarquèrent avec plus d'hommes et attaquèrent le fort Purcell à pied. Les Hollandais ont été massacrés et les soldats espagnols se sont ensuite dirigés vers Road Town.
Le fort est tombé en ruine, mais a été restauré au début des années 1650 lors de la première guerre anglo-hollandaise. Les rapports varient selon les sources historiques. Les historiens néerlandais affirment que, au début de la troisième guerre anglo-néerlandaise, le propriétaire (néerlandais) de Tortola, Willem Hunthum, a placé Tortola sous la protection de Sir William Stapleton, gouverneur général des Îles-sous-le-Vent. Le colonel William Burt fut envoyé à Tortola pour superviser l'annexion, étant entendu que l'île serait rendue aux Néerlandais lorsque la paix serait advenue. Cependant, les Britanniques se rendirent compte que Tortola avait une importance stratégique et ont renié le marché, en conservant le contrôle de l'île. Mais, avant de la quitter, le colonel Burt détruisit les forts néerlandais et retira tous leurs canons pour éviter toute rébellion des colons hollandais. La version anglaise suggère que le colonel Burt fut envoyé pour attaquer Tortola avec une maigre force de 100 hommes, mais que les Néerlandais se rendirent immédiatement. Reconnaissant qu'il ne pouvait pas tenir l'île, Burt détruisit les forts avant de retourner à Saint-Christophe. Après la fin de la guerre, les Néerlandais demandèrent le retour de l'île dans leur giron, mais les Britanniques refusèrent. Le fort Purcell ne fut alors pas reconstruit.
En conséquence, en 1686, lorsque les pirates attaquèrent la nouvelle colonie britannique, il n'y avait pas de fort pour la défendre et l'île fut facilement conquise. En 1715, le fort n'avait toujours pas été reconstruit lorsque le capitaine Chandler, à bord du HMS Winchelsey, fit un rapport sur les îles.
La population et l'activité économique à Tortola se sont développées et la question de la fortification de l'île est devenue plus pressante. Au début des années 1750, le gouverneur Purcell écrivit à la Commission du Commerce qu'il avait reconstruit un fort avec quatre bastions sur l'emplacement du fort d'origine néerlandais qui avait été détruit par les Britanniques en 1672 (c'est vraisemblablement à cette époque que le fort fut nommé d'après les frères Purcell, James Purcell (1750-1751) et John Purcell (1751-1775), présidents du conseil des Îles Vierges britanniques ; leurs plantations se trouvaient dans cette région et le fort fut reconstruit dans l'optique de protéger leurs intérêts car les planteurs auraient également dû ériger des batteries et des forts à leurs propres frais, afin de protéger les plantations individuelles dans des baies isolées non couvertes par les forts du gouvernement).
Avec le grave déclin économique des îles qui a accompagné l'abolition de l'esclavage, la plantation de Purcell a été abandonnée et le fort est tombé en ruine.

## Structure
L'utilisation de divers types de pierre dans différentes parties du bâtiment montre l'évolution dans la construction du bâtiment.
Dans l'une des pièces se trouve une série de graffitis gravés dans un mur. Un dessin représente une danseuse et un autre, un officier ou un monsieur vêtu d'un manteau. En datant les vêtements portés par les personnes dans les dessins, il est possible d'affirmer que le fort aurait été occupé pendant la guerre de Sept Ans qui s'est déroulée entre 1756 et 1763.
Un escalier en briques rouges mène à la batterie, permettant ainsi au fort de couvrir complètement les abords du chenal Sir Francis Drake. Il y a aussi une citerne à eau et un certain nombre de plates-formes en maçonnerie qui auraient jadis été des bâtiments en bois pour les officiers et des logements pour la garnison.

## Époque contemporaine
Le fort Purcell est situé sur un terrain privé, qui appartenait à feu Cyril Romney, ancien ministre en chef du territoire, ce qui n'est pas inhabituel pour les bâtiments historiques des Îles Vierges britanniques. Cependant, il est librement accessible. Il est souvent suggéré que le gouvernement puisse acheter le site et le restaurer, mais cela n'a pas encore été le cas.
L'île n'a pas de véritable programme de protection des ruines historiques : en effet, elles ne sont ni protégés ni préservés par la loi, et la zone entourant le fort est souvent utilisée comme dépotoir de déchets. Les ruines deviennent très envahies par la végétation pendant la saison des pluies. Il existe également des rapports périodiques d'archéologues amateurs utilisant des détecteurs de métaux et retirant des objets historiques dans des zones non excavées autour du site.